# Metilcloroformiato
Il metilcloroformiato è un derivato dell'estere metilico dell'acido cloroformico, utilizzato come intermedio nella produzione di diverse sostanze.
Viene usato per la sintesi di fitofarmaci; è una molecola di partenza per la formazione dei cloruri acilici.
Può essere ottenuto dalla condensazione del fosgene con metanolo anidro: